# Боузман (Монтана)
Боузман (енгл. Bozeman) град је у америчкој савезној држави Монтана.

## Демографија
По попису из 2010. године број становника је 37.280, што је 9.771 (35,5%) становника више него 2000. године.
| Група             | 2000.          | 2010.          |
| Белци             | 25.817 (93,8%) | 34.214 (91,8%) |
| Афроамериканци    | 92 (0,3%)      | 174 (0,5%)     |
| Азијати           | 445 (1,6%)     | 715 (1,9%)     |
| Хиспаноамериканци | 438 (1,6%)     | 1.096 (2,9%)   |
| Укупно            | 27.509         | 37.280         |